# Лисець (Сілезьке воєводство)
Лисець (пол. Łysiec) — село в Польщі, у гміні Старча Ченстоховського повіту Сілезького воєводства.
Населення — 416 осіб (2011).
У 1975-1998 роках село належало до Ченстоховського воєводства.

## Демографія
Демографічна структура станом на 31 березня 2011 року:
|          | Загалом | Допрацездатний вік | Працездатний вік | Постпрацездатний вік |
| -------- | ------- | ------------------ | ---------------- | -------------------- |
| Чоловіки | 191     | 40                 | 132              | 19                   |
| Жінки    | 225     | 35                 | 137              | 53                   |
| Разом    | 416     | 75                 | 269              | 72                   |